# Profundo (criatura)

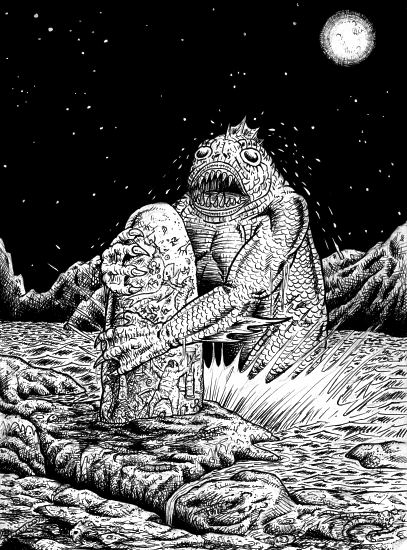
Dagón.

Los Profundos (The Deep Ones, en el inglés original) son criaturas ficticias creadas por H. P. Lovecraft que aparecieron por primera vez en su novela corta La sombra sobre Innsmouth.
Son seres recurrentes en los mitos de Cthulhu y se les relaciona, normalmente, con elementos propios de estos, como el pueblo de Innsmouth, la ciudad submarina de Y'ha-nthlei, la Orden Esotérica de Dagón y los seres llamados Padre Dagón y Madre Hidra.

## Características Generales
«Creo que su color predominante era un verde grisáceo, aunque tenían un abdomen blanquecino. Eran brillantes y resbaladizos, pero su espina dorsal era escamosa. Sus formas eran vagamente antropoides, mientras que su cabeza era de pez, con prodigiosos ojos grandes y saltones que nunca cerraban. Al lado del cuello tenían agallas palpitantes y sus largas zarpas poseían membranas interdigitales. Andaban de forma irregular, a veces erguidos y a veces en cuatro patas. Estaba de alguna forma alegre de que no tuvieran más de cuatro extremidades. Sus voces croantes, aullantes, claramente usadas para articular el habla, poseían todos los matices de expresión que le faltaba a sus caras.»
H.P. Lovecraft, La sombra sobre Innsmouth

Los Profundos son unas criaturas con forma similar a la humana, pero sus cabezas parecen de pez, con unos grandes ojos sin párpados. Además tienen agallas en torno al cuello y manos palmeadas que forman zarpas. Son de color gris verdoso, con el vientre blanquecino, y la mayoría tiene piel resbaladiza y su espalda jorobada está cubierta de escamas.
Suelen habitar bajo el agua, pero solo en océanos y mares, nunca en agua dulce. Aunque pueden moverse libremente por tierra, muy rara vez lo hacen. Viven eternamente, aunque aun así son vulnerables y pueden morir por medios violentos. Además, poseen la capacidad de procrear con humanos (ver abajo). Poseen una voz desagradable, muy característica por sus frecuentes sonidos guturales.
Su inmortalidad hace que crezcan en estatura y fuerza con el paso de los años. Esto hace que los individuos más ancianos sean los más grandes y poderosos. Cuando esto ocurre es todavía más raro que salgan a la superficie.
En la actualidad, son enemigos de otra raza, los Antiguos, quienes a pesar de su reducido número, logran mantenerlos a raya por medio de hechizos.

## Los Híbridos
Es común que los profundos traten con pequeñas comunidades costeras. A cambio de sacrificios, estas reciben oro y una buena pesca durante todo el año. Pero pasado un tiempo, exigen la procreación entre ambas razas. Esto crea un ser que nacerá humano, y que con el paso del tiempo se irá alterando hasta convertirse en un profundo. Al comienzo será un humano común, pero poco a poco irá desarrollando la llamada apariencia Innsmouth (porque casi todos en ese pueblo la poseían). Este cambio suele darse en la mediana edad, aunque el momento exacto varía de un individuo a otro. Cuando se inicia el cambio, su aspecto cambia de forma inquietante: sus ojos se vuelven vidriosos, su piel cambia hasta volverse escamosa y húmeda, su cabeza se angosta y el pelo se cae, las orejas se achican y, finalmente, aparecen agallas al costado del cuello. Llegado a este punto se vuelve inmortal y, a partir de entonces, habitará con los profundos en el océano.
En el juego de rol La llamada de Cthulhu se explica que este hábito se debe que cuando una ciudad submarina alcanza un cierto tamaño, la fertilidad disminuye, pues las hembras empiezan a devorar a sus crías.

## Padre Dagón y Madre Hidra
Padre Dagón y Madre Hidra son profundos que han crecido enormemente en tamaño y edad, alcanzando cada uno los 6 m (19′ 8″) de altura y quizás millones de años de antigüedad. Ambos gobiernan a los profundos a la vez que dirigen la adoración de Cthulhu, con el que forman la tríada de deidades a la que adoran los Profundos. A diferencia de Cthulhu, éstos se encuentran en activo. Sus características físicas son idénticas.
Existen otras versiones sobre qué son en realidad. Otras teorías defienden que se trata de Primigenios menores. En caso de que sólo sean Profundos, es probable que habiten la ciudad de Y'ha-nthlei.
En el juego de rol La llamada de Cthulhu se afirma la posibilidad de que estos dos seres no sean únicos en su clase, siendo posible que existan otros de características semejantes, como el descrito en el relato de H.P. Lovecraft, Dagón.

## Y'ha-nthlei
Siguiendo esta última fuente, Y'ha-nthlei es la más importante y extensa de las ciudades de los Profundos. Se encuentra en el Arrecife del Diablo, cerca de Innsmouth, en el estado de Massachusetts. En 1928 el gobierno de Estados Unidos atacó el lugar, bajo la excusa de una redada contra las actividades sospechosas del cacique y dueño de la Refinería de Oro Marsh, Zacarías Marsh. Pero esto no causó grandes daños, aunque las acciones del gobierno en Innsmouth arruinaron su posición en el pueblo al destruir a la mayor parte de los híbridos.
Otras ciudades de este tipo son Ahu-Y'hloa cerca de Cornualles y G'll-Hoo, cerca de Surtsey, una de las islas formadas recientemente al sur de Islandia.

## En la Cultura Popular
-La existencia de Los Profundos inspiró la canción "The Thing That Should Not Be", del grupo estadounidense de thrash metal Metallica, incluida en su disco Master of Puppets (álbum)
-Los Profundos aparecen con frecuencia en el cómic Hellboy, siendo uno de sus protagonistas, Abe Sapien, uno de ellos.
-La película Dagón, la secta del mar presenta a los Profundos y a la Orden Esotérica de Dagón como sus antagonistas. Está basada en la novela corta La sombra sobre Innsmouth.
-Los profundos aparecen como enemigos en el juego Alone in the Dark.
-En el manga japonés Saint Seiya de Masami Kurumada, Niobe de Deep es un espectro al servicio de Hades, que pelea contra el caballero dorado de Tauro.
-En el juego de PC Warcraft 3: Reign of Chaos, de Blizzard Entertainment, aparece una raza llamada Murloc, la cual posee las mismas características citadas en la novela La sombra sobre Innsmouth.
-En el juego World of Warcraft existen criaturas llamadas Murloc Branquiazul.
-En el juego de PC The Witcher aparece una raza de humanoides subacuáticos llamados Vodyanoi, algunos de los cuales adoran a Dagón.
-En la canción de la banda californiana A.F.I. "Too Late for Gods" b-side del álbum Crash Love.
-En el episodio 13 de Digimon Adventure 02, Kari es transportada a otro mundo donde unas bestias transformadas en Hangyomons (Divermon) que temían a los malignos, le piden ayuda y ella libera a las bestias. Cuando lo hace, estas se transforman en criaturas oscuras y le revelan que estaban tratando de llevarla a Dagomon (quien tiene una apariencia similar a Cthulhu). La forma verdadera de estas criaturas es un homenaje a los Profundos de la literatura de Lovecraft.
-En "El Mundo de Hielo y Fuego" de George R.R. Martin, Elio García y  Linda Antonsson se menciona a unas criaturas llamadas "Profundos", extraña raza de semihombres deformes engendrados por criaturas del mar y mujeres que pudo haber tallado la Silla de Piedramar de las Islas del Hierro. Se cree que es un homenaje por parte de Martin y los escritores del libro hacia Lovecraft.
-En el videojuego de lucha en dos dimensiones Skullgirls existe una raza de hombres-pez llamados Dagonianos, los cuales habitan en el barrio de "Little Innsmouth", probablemente añadidos como referencia a la obra de Lovecraft.